# 格洛里塔 (加利福尼亞州弗雷斯諾縣)
格洛里塔（英語：Glorietta）是位於美國加利福尼亞州弗雷斯諾縣的一個非建制地區。該地的面積和人口皆未知。

## 地理
格洛里塔的座標為36°50′16″N 119°42′35″W / 36.83778°N 119.70972°W，而該地的平均海拔高度為112米（即367英尺）。